# Baby's in Black
«Baby's in Black» es una canción de The Beatles publicada el año 1964. Es la tercera canción del álbum Beatles for Sale y fue la primera en ser grabada para él. En los Estados Unidos fue parte del álbum Beatles '65. El tema fue coescrito por John Lennon y Paul McCartney. La canción tiene un ritmo similar al de un vals, algo inusual para la banda por aquellos años.

## Composición
La versión más común con respecto al origen de la canción dice que la letra está dedicada a Astrid Kirchherr, una amiga alemana y fotógrafa de los Beatles durante sus primeros días en Hamburgo. Ella fue novia de Stuart Sutcliffe, uno de los primeros miembros de The Beatles, fallecido en 1962. La canción habla de lo angustiada y desolada que se sintió Astrid después de la muerte de su novio.
Este tema es uno de los ejemplos de colaboración de la dupla Lennon-McCartney, además de una buena muestra de la calidad vocal de ambos.

## Grabación
"Baby's in Black" fue grabada por los Beatles el 11 de agosto de 1964, y fue la primera registrada por la banda para Beatles for Sale.
Lennon y McCartney cantaron sus partes vocales simultáneamente a través del mismo micrófono. Esto se hizo por su propia insistencia, con la finalidad de lograr un registro vocal más cercano de ambos. McCartney fue contactado posteriormente por su editor de música en 1964 para indagar sobre qué línea melódica era la principal (es decir, Paul superior o la melodía inferior de John). McCartney dijo más tarde que él le dijo al editor que fueron ambos los que interpretaron la melodía principal.

## Versión en vivo
Apareció en muchas presentaciones en vivo de la banda, entre los años 1964 y 1966. También fue publicada como el sencillo lado-B de "Real Love" en 1996. 

## Personal
- Paul McCartney - Voz líder, bajo (Höfner 500/1 63'), pandereta.
- John Lennon - Voz líder, guitarra rítmica (Gibson J-160e).
- George Harrison - Guitarra líder (Gretsch Tennessean).
- Ringo Starr - Batería (Ludwig Super Classic).
- George Martin - Productor

## Otras versiones
- En 1965, The Charles River Valley Boys realizó una versión de "Baby's in Black" en su álbum de covers de The Beatles, Beatle Country.[10]
- La canción fue hecha cover por The Applejacks en 1965.
- El cantante panameño de salsa Rubén Blades realizó una versión de la canción (en inglés) en su álbum de 1992 nominado al Grammy Amor Y Control.
- La banda de country Flynnville Train realizó una versión de la canción en su álbum de 2007, Flynnville Train.